# Phanias dominatus
Phanias dominatus là một loài nhện trong họ Salticidae.
Loài này thuộc chi Phanias. Phanias dominatus được Ralph Vary Chamberlin & Wilton Ivie miêu tả năm 1941.